# 충청남도의 중학교 목록
다음 목록은 충청남도에 있는 중학교 목록이다.

## 가
가야곡중학교 · 
갈산중학교 · 
강경여자중학교 · 
강경중학교 · 
건양대학교 병설 건양중학교 · 
경천중학교 · 
계광중학교 · 
계룡중학교 · 
고대중학교 · 
고덕중학교 · 
고북중학교 · 
공주북중학교 · 
공주여자중학교 · 
공주영명중학교 · 
공주중학교 · 
광석중학교 · 
광시중학교 · 
광천중학교 · 
광풍중학교 · 
국립공주대학교 사범대학 부설중학교 · 
근흥중학교 · 
금마중학교 · 
금산동중학교 · 
금산여자중학교 · 
금산중학교 · 
기민중학교

## 나
남면중학교 · 
남포중학교 · 
내포중학교 · 
노성중학교 · 
논산대건중학교 · 
논산여자중학교 · 
논산중학교

## 다
당진중학교 (대호지분교) · 
대명중학교 · 
대산중학교 · 
대술중학교 · 
대천서중학교 · 
대천여자중학교 · 
대천중학교 · 
대철중학교 · 
대흥중학교 · 
덕산중학교 · 
도고중학교 · 
동강중학교 · 
동영중학교 · 
둔포중학교

## 마
만리포중학교 · 
면천중학교 · 
모산중학교 · 
모종중학교 · 
목천중학교 · 
미산중학교

## 바
반포중학교 · 
백제중학교 · 
병천중학교 · 
보령중학교 · 
복수중학교 · 
복자여자중학교 · 
봉황중학교 · 
부리중학교 · 
부석중학교 · 
부여여자중학교 · 
부여중학교 · 
비인중학교

## 사
사곡중학교 · 
삽교중학교 · 
서령중학교 · 
서림여자중학교 · 
서면중학교 · 
서산명지중학교 · 
서산부춘중학교 · 
서산석림중학교 · 
서산여자중학교 · 
서산중학교 · 
서야중학교 · 
서일중학교 · 
서천여자중학교 · 
서천중학교 · 
서해삼육중학교 · 
석문중학교 · 
석성중학교 · 
선도중학교 · 
설화중학교 · 
성연중학교 · 
성환중학교 · 
세도중학교 · 
송남중학교 · 
송산중학교 · 
송악중학교 · 
수청중학교 · 
순성중학교 · 
신암중학교 · 
신양중학교 · 
신창중학교 · 
신평중학교 · 
쌘뽈여자중학교

## 아
아산갈산중학교 · 
아산배방중학교 · 
아산세교중학교 · 
아산중학교 · 
아산테크노중학교 · 
안면중학교 · 
엄사중학교 · 
연무여자중학교 · 
연무중학교 · 
연산중학교 · 
영인중학교 · 
예산여자중학교 · 
예산중학교 · 
온양신정중학교 · 
온양여자중학교 · 
온양용화중학교 · 
온양중학교 · 
온양한올중학교 · 
외산중학교 · 
용강중학교 · 
용남중학교 · 
우성중학교 · 
웅천중학교 · 
원당중학교 · 
원이중학교 · 
유구중학교 · 
은산중학교 · 
음봉중학교 · 
음암중학교 · 
이인중학교 · 
인주중학교 · 
인지중학교 · 
임성중학교 · 
임천중학교 · 
입장중학교

## 자
장항중학교 · 
정산중학교 · 
정안중학교 · 
제원중학교 · 
진산중학교

## 차
천남중학교 · 
천북중학교 · 
천성중학교 · 
천안가람중학교 · 
천안가온중학교 · 
천안동성중학교 · 
천안동중학교 · 
천안두정중학교 · 
천안백석중학교 · 
천안봉서중학교 · 
천안부성중학교 · 
천안북중학교 · 
천안불당중학교 · 
천안불무중학교 · 
천안새샘중학교 · 
천안서여자중학교 · 
천안성성중학교 · 
천안성정중학교 · 
천안신방중학교 · 
천안쌍용중학교 · 
천안여자중학교 · 
천안오성중학교 · 
천안용곡중학교 · 
천안월봉중학교 · 
천안중학교 · 
청라중학교 · 
청신여자중학교 · 
청양중학교 · 
추부중학교

## 타
탄천중학교 · 
탕정중학교 · 
태안여자중학교 · 
태안중학교

## 파
판교중학교 · 
팔봉중학교

## 하
한내여자중학교 · 
한들물빛중학교 · 
한산중학교 · 
합덕여자중학교 · 
합덕중학교 · 
해미중학교 · 
호서중학교 · 
홍동중학교 · 
홍북중학교 · 
홍산중학교 · 
홍성서부중학교 · 
홍성여자중학교 · 
홍성중학교 · 
홍주중학교 · 
환서중학교